# مال جبال السكينة (رواية)
مال جبال السكينة هي رواية اقتصادية سياسية لعبدالله السلوم. تفسر الرواية التي شاعت أيضًا تحت عنوان: النظام النقدي: بين حقبة الامتنان إلى عصور ما بعد البترول (رقم إيداع: 0988-2017 بمكتبة الكويت الوطنية) في عالم افتراضي التطور التاريخي لعصور النظام النقدي الحقيقي. صُنفت الرواية على أنها الأكثر مبيعًا على موقع جملون. وأكثر الكتب تحقيقًا للمبيعات عبر الإنترنت في الشرق الأوسط.

## روابط خارجية
- عنوان الموقع